# Маресме
Маресме (кат. Maresme)  — район (комарка) в Испании, входит в провинцию Барселона в составе автономного сообщества Каталония.
Маресме традиционно является местом рыбацких и крестьянских поселений, жители которых занимались выращиванием винограда. Основная часть рыболовецкой отрасли базируется в Ареньс-де-Мар, который является первым рыболовным портом на Коста-дель-Маресме. Начиная с середины XX века на берегу стали появляться летние резиденции состоятельных жителей Барселоны, а также несколько отелей. С середины 80-х годов XX века в рамках развития сферы туризма в Испании вкладывались значительные средства в строительство и реконструкцию приморских городов Коста дель Маресме. Это привело к превращению Маресме в крупный портовый центр.
История города воплощена в многочисленных архитектурных памятниках и древних сооружениях. Здание квадратной башни Торре-Мартина (Torre Martina) построено из камней, привезенных с руин римского поселения Эль-Фарель (El Farell), расположенного в ближайших окрестностях. В городе можно увидеть одну из самых интересных старинных церквей Каталонии — Иглесиа-де-Сант-Пау (Iglesia de Sant Pau), сохранившуюся от монастыря VI—VII веков. Храм находится в восточной части города и считается своеобразным символом Сан-Пол-де-Мар. В западной части города расположена приходская церковь Иглесиа-де-Сан-Жауме (Iglesia de Sant Jaume) (XVI в.), построенная в готическом стиле. В церкви находится местная святыня — деревянная скульптура Богоматери (Mare del Deu del Roser). В городе выделяются два дома — модернистское здание школы (Escola Publica) и построенный местным архитектором Игнаси Мас-и-Морелем в стиле эклектики дом Кан-Планьол (Can Planiol). Муниципальный музей города известен коллекцией произведений каталонских и местных художников, в том числе Касаса, Пишо и Миро. 47 км отделяет Сан-Пол-де-Мар от Барселоны, куда можно приехать на пригородном поезде.
Город Маресме является крупным центром в Испании по реализации подержанных автомобилей производства ЕС. Удобное расположение на берегу Средиземного моря, а также освобождение от НДС сделало этот город воротами Испании на рынок немецких, американских, японских и английских автомобилей. В данном городе есть дилерские представительства таких гигантов производства автомобилей как Acura, Toyota, Honda, BMW, Mercedes-Benz, Jaguar, Ford и т.д. 30 % поступлений в бюджет города приходится именно на автомобильную деятельность. Со всей Испании жители приезжают в Маресме для покупки подержанного автомобиля.

## Муниципалитеты
1. Алелья
2. Ареньс-де-Мар
3. Ареньс-де-Мунт
4. Аржентона
5. Кабрера-де-Мар[2]
6. Кабрильс
7. Кальдес-д’Эстрак
8. Калелья
9. Канет-де-Мар
10. Досриус
11. Мальграт-де-Мар
12. Эль-Масноу
13. Матаро
14. Монгат
15. Орриус
16. Палафольс
17. Пинеда-де-Мар
18. Премия-де-Дальт
19. Премиа-де-Мар
20. Сан-Андрес-де-Льеванерас
21. Санта-Сусанна
22. Сан-Себрия-де-Вальяльта
23. Сант-Искле-де-Вальяльта
24. Сан-Поль-де-Мар
25. Сан-Висенс-де-Монтальт
26. Тейа
27. Тиана
28. Тордера
29. Виласар-де-Дальт
30. Виласар-де-Мар